# Gonomyia napoensis
Gonomyia napoensis är en tvåvingeart som beskrevs av Alexander 1979. Gonomyia napoensis ingår i släktet Gonomyia och familjen småharkrankar.
Artens utbredningsområde är Ecuador. Inga underarter finns listade i Catalogue of Life.